# Xylophanes miradoris
Xylophanes miradoris är en fjärilsart som beskrevs av Jean Baptiste Boisduval 1875. Xylophanes miradoris ingår i släktet Xylophanes och familjen svärmare. Inga underarter finns listade i Catalogue of Life.